# Giuseppe Brignone
Giuseppe Brignone (Cuneo, 15 settembre 1854 – Torino, 16 luglio 1937) è stato un attore italiano.

## Biografia
Figlio di Giovanni Brignone, assieme alla moglie Adelaide Andreani, divenne attore di teatro. Dopo aver lavorato con diverse compagnie teatrali, lavorò nel cinema spesso con la figlia Mercedes Brignone e col genero Uberto Palmarini. Con la figlia inoltre ha preso parte anche a molte opere teatrali. Lasciato il teatro nel 1917, divenne attore caratterista recitando in film diretti anche dal figlio Guido Brignone. Morì a Torino nel 1937.

## Filmografia
- La casa dei pulcini di Mario Camerini (1924)
- La fuga di Socrate di  Guido Brignone (1924)
- Il carnevale di Venezia di  Mario Almirante (1926)
- Il vetturale del Moncenisio di  Baldassarre Negroni (1926)
- I martiri d'Italia di  Domenico Gaido (1926)